# Schlacht um Belgien
Schlacht um die Niederlande

Maastricht – Mill – Den Haag – Rotterdam – Zeeland – Grebbeberg – Afsluitdijk – Bombardierung von Rotterdam
Invasion von Luxemburg

Schusterlinie
Schlacht um Belgien

Fort Eben-Emael – K-W-Linie – Dyle-Plan – Hannut – Gembloux – Lys
Schlacht um Frankreich

Ardennen – Sedan – Maginot-Linie – Weygand-Linie – Arras – Boulogne – Calais – Dünkirchen (Dynamo – Wormhout) – Abbeville – Lille – Paula – Fall Rot – Aisne – Westalpen – Cycle – Saumur – Lagarde – Aerial – Fall Braun
Die Schlacht um Belgien (in Belgien bezeichnet als „campagne des 18 jours“ bzw. „Achttiendaagse Veldtocht“) war Teil des Westfeldzugs der deutschen Wehrmacht im Zweiten Weltkrieg. Sie fand 18 Tage lang im Mai 1940 statt und führte zur Besetzung des neutralen Königreichs Belgien durch deutsche Truppen und zur Kapitulation der belgischen Streitkräfte.
Am 10. Mai 1940 begann der deutsche Überfall auf die Niederlande, Belgien und Luxemburg, den die Wehrmachtsführung als Fall Gelb bezeichnete. In der Annahme, dieser Angriff stelle den deutschen Schwerpunktvorstoß im Westen dar, setzten die Alliierten der Anti-Hitler-Koalition alles daran, den Vormarsch zu stoppen. Frankreich setzte das Gros seiner besten Truppen vom 10. bis 12. Mai in Belgien ein, woraufhin die Wehrmacht die zweite Phase ihres Plans einleitete: Den massiven Durchbruch durch die Ardennen (von Winston Churchill als Sichelschnittplan bezeichnet) und den raschen Vormarsch zum Ärmelkanal. Das deutsche Heer erreichte die Kanalküste nach fünf Tagen und kesselte die alliierten Truppen ein. Hitler befahl, den alliierten Kessel nur sukzessiv aufzurollen und hielt seine Panzerdivisionen zurück. So konnten große Teile der British Expeditionary Force (BEF) in der Schlacht von Dünkirchen auf die britischen Inseln evakuiert werden. Die belgischen Streitkräfte kapitulierten am 28. Mai 1940.
In der Schlacht um Belgien fand die bis dato größte Panzerschlacht der Geschichte statt, (→ Schlacht bei Hannut) deren Ausmaß erst später im Afrikafeldzug und im Deutsch-Sowjetischen Krieg ab Sommer 1941 übertroffen wurde.
Die offizielle deutsche Geschichtsschreibung hielt fest, dass die belgischen Streitkräfte ein starker Gegner waren, und sprach von „außergewöhnlicher Tapferkeit“ ihrer Soldaten. Der Zusammenbruch des militärischen Widerstands in Belgien bedeutete den alliierten Rückzug vom europäischen Kontinent. Belgien blieb bis zur Befreiung durch die Westalliierten im Herbst 1944 von deutschen Truppen besetzt. Wegen der Planung und Durchführung des Angriffskrieges wurden führende Persönlichkeiten beim Nürnberger Prozess gegen die Hauptkriegsverbrecher verurteilt.

## Unabhängige Neutralität Belgiens
Auf das Erstarken Deutschlands mit der Remilitarisierung des Rheinlandes und die Aufkündigung des Vertrages von Locarno sowie den innenpolitischen Druck des flämischen Bevölkerungsteils reagierte Belgien 1936 mit einer außenpolitischen Wende, weg von einer durch Frankreich gestützten Neutralität hin zu einer „unabhängigen Neutralität“. Damit wollte Belgien jeden Anlass für einen Konflikt mit Deutschland vermeiden. Das hielt Deutschland im Westen den Rücken frei, während Hitler aufrüsten ließ und den Anschluss Österreichs sowie die Zerschlagung der Tschechoslowakei anstrebte. Einer Rede Hitlers folgte im Oktober 1937 die deutsche Deklaration zur Unverletzlichkeit und Integrität des belgischen Gebietes durch den deutschen Außenminister Konstantin von Neurath. Wenn die Zeit für einen deutschen Angriff im Westen käme, würde sich ein Vorwand für den Bruch der Zusagen finden. Noch 1939 gab Deutschland erneute Sicherheitszusagen und drohte Belgien, falls es seine Unabhängigkeit aufgäbe und mit Frankreich und dem Vereinigten Königreich kooperieren würde. Hitler persönlich versicherte seine guten Absichten und der deutschen Presse wurden revisionistische Artikel zu den im Friedensvertrag von Versailles abgetretenen Gebieten von Malmedy und Eupen verboten. Damit wollte er erreichen, dass die Wehrmacht beim geplanten Angriff auf die Benelux-Staaten in Belgien nur auf geringen Widerstand stoßen würde.

## Planungen

### Belgiens gespanntes Verhältnis zu Verbündeten
Die belgische Verteidigungsstrategie gegen eine deutsche Aggression stand sowohl vor politischen als auch militärischen Problemen. Militärisch waren die Belgier nicht bereit, einer Abwehrlinie an der deutschen Grenze als Verlängerung der Maginot-Linie Vorrang einzuräumen. Dies hätte das belgische Hinterland bei einem deutschen Vormarsch durch die Niederlande ausreichender Kräfte entblößt. Es hätte auch bedeutet, auf rasche französische Verstärkungen zu vertrauen. Politisch vertrauten die Belgier den Franzosen nicht. Im Oktober 1930 und erneut im Jahr 1933 hatte der französische Marschall Pétain einen Angriff auf das Ruhrgebiet vorgeschlagen, der von Belgien ausgehen sollte. Belgien befürchtete, so in einen ungewollten Krieg hingezogen zu werden. Der sowjetisch-französische Beistandsvertrag vom 2. Mai 1935 gab dieser Sorge weitere Nahrung. Das mit Frankreich bestehende Abkommen sah Belgiens Mobilmachung für den Fall vor, dass im Deutschen Reich mobil gemacht wurde; es war jedoch nicht klar, was im Fall des deutschen Überfalls auf Polen zu geschehen hatte.

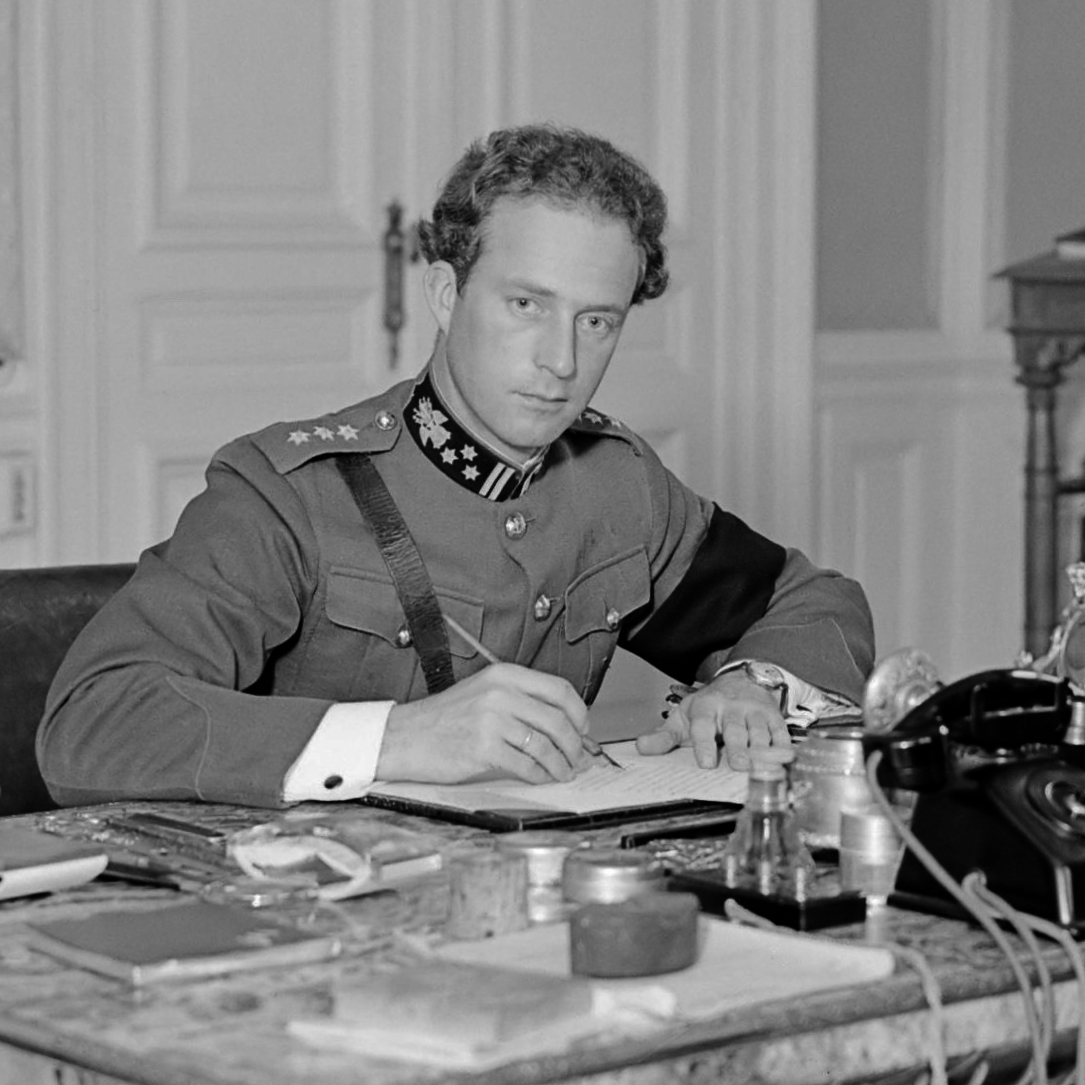
Leopold III., König der Belgier, Verfechter der Neutralitätspolitik

Die Belgier bevorzugten vielmehr ein Bündnis mit Großbritannien. Die Briten waren nach der Verletzung der belgischen Neutralität durch Deutschland in den Ersten Weltkrieg eingetreten. Die belgischen Kanalhäfen hatten der Kaiserlichen Marine als wichtige Stützpunkte gedient und waren als solche, ebenso wie Flughäfen, auch in einem neuen Konflikt in deutschen Händen eine beträchtliche Bedrohung für die britischen Inseln. Gleichwohl räumte die Regierung in Westminster Belgien keine nennenswerte Bedeutung bei, was dazu führte, dass am Tag vor der Remilitarisierung des Rheinlands (→ Rheinlandbesetzung (1936)) Belgien die Anti-Hitler-Koalition verließ. Man war in Brüssel der Meinung, im Notfall am besten auf sich selbst gestellt zu sein.

### Belgiens Strategie
Nachdem Belgien die Anti-Hitler-Koalition verlassen hatte, nahmen Vertreter des Landes auch nicht mehr an militärischen Stabsgesprächen mit Briten und Franzosen teil. Die Belgier hielten einen deutschen Einmarsch nicht für unausweichlich und vertrauten, sollte er doch stattfinden, auf moderne Befestigungsanlagen wie das Fort Eben-Emael. Entsprechende Festungen in Namur und Lüttich wurden modernisiert. Verteidigungsstellungen entlang des Maastricht-Bois-le-Duc-Kanals wurden ausgebaut. Diese Maßnahmen wurden bereits 1935 abgeschlossen.
König Leopold III. hielt am 14. Oktober 1936 vor dem Ministerrat eine Rede, in der er versuchte, seine Regierung und die Öffentlichkeit davon zu überzeugen, dass die Verteidigungsanstrengungen verstärkt fortgesetzt werden müssten. Sein Gedanke war, das neutrale Land stark genug zu machen, um nicht in einen europäischen Konflikt verwickelt zu werden. Seit dem 25. August 1939 mobilisierte die belgische Armee schrittweise von 16 Divisionen auf 22 Divisionen zum Zeitpunkt des deutschen Angriffs. Am 3. September 1939 nach dem deutschen Überfall auf Polen übernahm König Leopold das Kommando über die belgische Armee.
Am 10. Januar 1940 kam es zum Mechelen-Zwischenfall, als ein deutsches Flugzeug in diesem belgischen Ort notlandete und der deutsche Operationsplan für Fall Gelb beschädigt in belgische Hände fiel.
Entsprechend warnte der belgische Generalstab Franzosen und Briten, der Dyle-Plan würde nicht nur die eigene strategische Lage gefährden, sondern den gesamten linken Flügel der Front. General Gamelin ignorierte diese Hinweise jedoch, da die belgische Haltung der Neutralität in eigener Stärke stets zu Verwirrung geführt hatte und man sich der Absichten der Belgier nicht sicher war.

### Deutsche Angriffsplanung

Stoßrichtung der Deutschen Truppen

Am 27. September 1939 teilte Hitler den Oberbefehlshabern der Teilstreitkräfte seinen Entschluss mit, noch im gleichen Jahr – unter möglicher Verletzung der Neutralität Belgiens und der Niederlande – im Westen, die Initiative zu ergreifen. Am 10. Oktober erließ das Oberkommando des Heeres (OKH) gegen starke Bedenken aus der Generalität die Weisung Nr. 6 zur Kriegführung mit dem Ziel der „Vernichtung unserer westlichen Gegner“. Der vom OKH entwickelte Operationsplan vom 19. Oktober sah das rasche Vorstoßen der Heeresgruppe B unter Fedor von Bock am rechten Flügel zur Kanalküste vor. Der Plan wurde von Hitler wegen der durchschaubaren Ähnlichkeit zum Schlieffen-Plan des Ersten Weltkriegs kritisiert. Wetterbedingt wurde der Angriff 1939 immer wieder verschoben, bis der beschädigte Plan Anfang 1940 durch den Mechelen-Zwischenfall in belgische Hände fiel, was zu einer Revision des Plans führte.
Hitler, der schon im Oktober gegenüber dem OKH angeregt hatte, den Angriff weiter südlich anzusetzen, empfing Erich von Manstein am 17. Februar. Dieser hatte in der Heeresgruppe A, die unter Gerd von Rundstedt ursprünglich die linke Flanke sichern sollte, vergeblich Memoranden und Gegenvorschläge zum Ursprungsplan des OKH gemacht und war daraufhin versetzt worden. Hitler wies nun das OKH an, den Angriffsplan nach seinem strategischen Gedanken, den er durch Manstein bestätigt sah, umzuarbeiten. Bis zum 24. Februar wurde der neue Plan, der später als Sichelschnittplan bezeichnet wurde, ausgearbeitet.  Er sah den Vormarsch der Heeresgruppe B vor, der die alliierte 1. Armeegruppe nach Zentralbelgien ziehen würde, woraufhin Heeresgruppe A ihren Überraschungsangriff in den Ardennen beginnen würde. Dabei war die Besetzung Belgiens im deutschen Gesamtplan von zweitrangiger Bedeutung. Deswegen verfügte Heeresgruppe B nur über eine bescheidene Zahl motorisierter Einheiten; sie bestand vornehmlich aus Infanteriedivisionen. Nach Erreichen des Ärmelkanals sollten auch die wenigen Panzereinheiten an die Heeresgruppe A gehen.
Der rasche Vormarsch der Armeegruppe B hing entscheidend davon ab, die belgischen Stellungen Fort Eben-Emael und am Albert-Kanal zu nehmen und die Brücken über den Kanal bei Veldwezelt, Vroenhoven and Kanne in Belgien ebenso wie die in und bei Maastricht an der niederländischen Grenze in brauchbarem Zustand in Besitz zu nehmen.

### Belgiens Verteidigungsplanung
Belgien hatte einen Plan zur Verteidigung des Landes „im Fall einer deutschen Aggression“ [Zitat] der vorsah:
(a) Eine Stellung entlang des Albert-Kanals von Antwerpen bis Lüttich und der Maas von Lüttich bis Namur, die einen Vormarsch aufhalten kann, bis französische und britische Truppen die Linie Antwerpen–Namur–Givet besetzen. Es wurde erwartet, dass diese Stellung drei Tage lang aushält.
(b) Rückzug auf die Linie Antwerpen–Namur.
(c) Die belgischen Streitkräfte halten sodann ihren Sektor als Teil der alliierten Hauptlinie.
Die französische 7. Armee unter dem Kommando von Henri Giraud sollte bei der Mündung der Schelde nach Belgien vorrücken und wenn möglich bis nach Breda in den Niederlanden vorstoßen. Das britische Expeditionskorps, kommandiert von John Vereker, 6. Viscount Gort (Lord Gort) sollte die zentral Position Brüssel–Gent einnehmen und die belgischen Verbände östlich von Brüssel unterstützen. Das strategisch bedeutsame Antwerpen sollte von den Belgiern gesichert werden.
Weiter östlich wurden defensive Stellungen an taktisch wichtigen Uferstücken des Albert-Kanals eingerichtet. Besonders stark ausgebaut war die Linie Maastricht–Lüttich. Fort Eben-Emael schützte die Nordflanke der Stadt. Im Süden sollte die 9. französische Armee auf der Linie Givet–Dinant an der Maas stehen. Die französische 2. Armee sollte die verbleibenden 100 km in Richtung Sedan an der Grenze zu Luxemburg bis hin zur Maginot-Linie halten.

### Anglo-französische Planung zur Verteidigung Belgiens

Dyle-Breda-Plan für den Fall eines deutschen Angriffs

Frankreich reagierte erzürnt, als Leopold III. sein Land im Oktober 1936 für neutral erklärte. Der französische Generalstab sah seine strategischen Überlegungen durchkreuzt. Diese setzten auf eine starke, feste Verteidigungslinie. Ohne Absicherung der belgischen Flanke mussten die Franzosen befürchten, einen mobilen Konflikt mit motorisierten gepanzerten Kräften führen zu müssen. Dies unterlief die damals herrschende defensive Militärdoktrin im État-Major des Armées (Generalstab).
Für den Fall eines deutschen Einmarsches in Belgien wollten die anglo-französischen Truppen den belgischen Verteidigern zu Hilfe eilen, aber dabei eine Begegnungsschlacht mit überlegenen feindlichen Kräften vermeiden. Daher wurde der Plan entwickelt, starke Verbände bis zur Dyle (französische Schreibweise des Flussnamens Dijle) vorrücken zu lassen und die Verteidigung entlang der Dyle-Breda-Stellung zu ermöglichen. So sollte Belgiens Osten an der Maas-Albert-Kanal Linie verstärkt, die Scheldemündung gehalten und damit die Verbindung mit belgischen Truppen vor Gent und Antwerpen gewahrt werden. Das würde eine Verbindung mit den Niederländern herstellen und deren Truppen falls notwendig eine Rückzugsmöglichkeit nach Belgien schaffen und eine tiefer gestaffelte Luftabwehr ermöglichen. Politisch wenig überzeugend war an dieser Überlegung, dass ein Großteil Belgiens praktisch aufgegeben würde. Die Briten, ohne eigene Truppenstationierung auf diesem Schauplatz, hatten weder Möglichkeit noch Anlass, die vom französischen General Gamelin entwickelte Planung in Frage zu stellen; sie beschränkten sich auf strategische Bombardierungen der deutschen Rüstungsindustrie an der Ruhr.

## Beteiligte Einheiten

### Belgische Kräfte

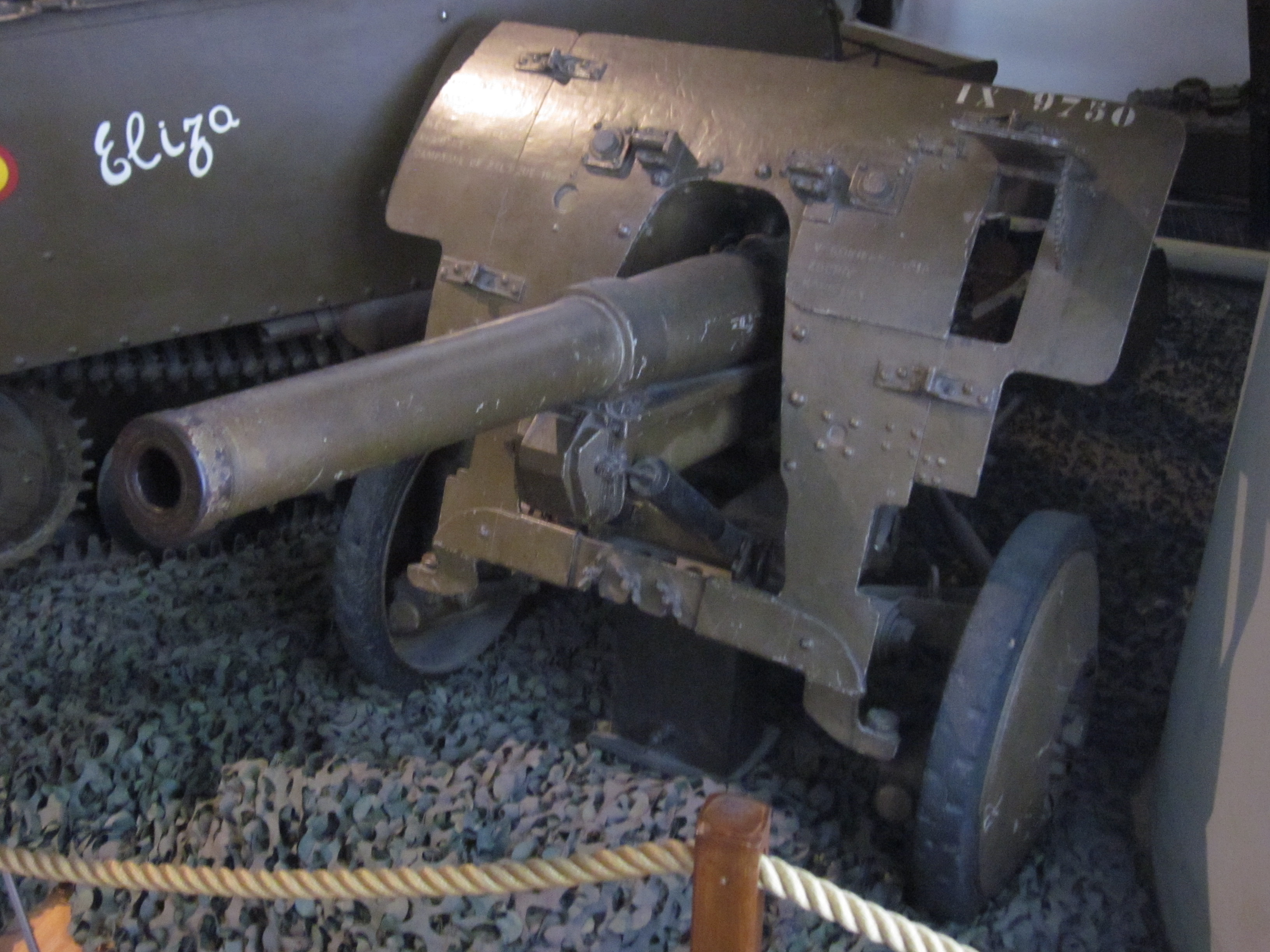
Belgische 47mm Pak

Das belgische Heer verfügte 1940 über 22 Divisionen mit 1338 Artilleriegeschützen und 10 AMC 35 Panzern. Immerhin standen 200 Vickers Jagdpanzer T13 bereit, die mit einer 47-mm-Panzerabwehrkanone (Pak) und einem MG FN30 ausgerüstet waren. Ferner waren 42 T15 Panzer (Char Léger de Reconnaissance Vickers-Carden-Loyd Mod.1934 T.15) vorhanden, die offiziell als gepanzerte Fahrzeuge bezeichnet wurden, in der Tat aber wirkliche Kettenpanzer mit 13,2-mm-MG-Turm waren. Die Standardpak des belgischen Heeres war die hoch effiziente 47mm FRC (Canon anti-char de 47mm Fonderie Royale de Canons Modèle 1931).
Nach erfolgter Mobilisierung der Streitkräfte waren diese in fünf reguläre Korps und zwei Reservekorps der Infanterie eingeteilt. Dazu kamen zwei motorisierte Divisionen (Chasseurs Ardennais), sechs Reserveinfanteriedivisionen eine Brigade Grenztruppen auf Fahrrad, ein Kavalleriekorps mit zwei Divisionen und eine Jägerbrigade. Die Heeresartillerie gliederte sich in zwei Flak- und vier Artillerieregimenter.
Die Personalstärke lag bei rund 600.000 Mann aktiv und 900.000 Mann Reserve.
Die belgische Marine bestand bei Ausbruch des Zweiten Weltkriegs praktisch nicht. Das Marine Corps (Corps de Marine) wurde 1939 aufgebaut, um schnellstmöglich Ausrüstung und Personal zu sammeln. Das Marine Corps war unter anderem für die Sicherung der Küstengewässer verantwortlich, in denen viele Treibminen verlegt waren. Trotz begrenzter Mittel neutralisierte das Marine Corps mehr als 250 Minen in einem Jahr. Die recht umfangreiche Handelsmarine verlegte nach Großbritannien. Lediglich ein Patrouillenboot (P16) konnte sich nach Ende der Schlacht um Belgien ebenfalls nach Großbritannien absetzen und blieb als HMS Kernot der Royal Navy im Dienst. Die 1. Division lag in Ostende, die 2. in Zeebrügge und die 3. in Antwerpen.

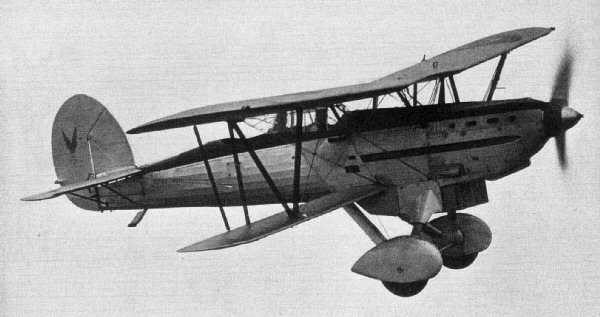
Eine Fairey Fox der Aéronautique Militaire Belge

Die Aéronautique Militaire Belge (Belgische Luftstreitkräfte; AéMI) stand am Beginn einer Modernisierungsphase. Es waren Brewster Buffalo, Fiat CR.42 und Hawker Hurricane Jagdflugzeuge bestellt worden, ebenso Koolhoven F.K.56 Trainingsflugzeuge, Fairey Battle und Caproni Ca.312 leichte Bomber, ferner Caproni Ca.335 Aufklärer. Nur die Fiat CR.42, Hurricanes und Fairey Battles waren bis Mai 1940 ausgeliefert. Der Mangel an modernem Fluggerät bedeutete, dass Einsitzer Versionen des leichten Fairey Fox Bombers als Jagdflugzeuge eingesetzt werden mussten. Der Flugzeugbestand der AéMI lag insgesamt bei 250. Nur 118 davon waren am 10. Mai 1940 einsatzbereit.

### Französische Kräfte

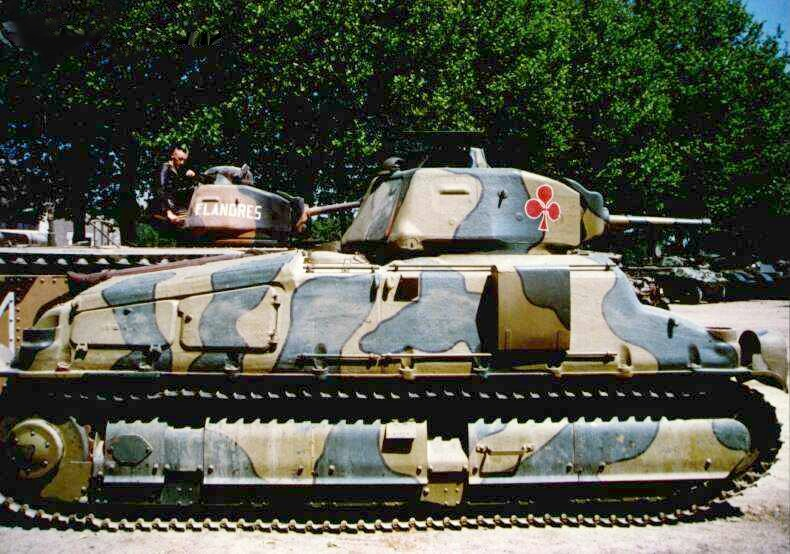
Der Somua S-35 Panzer gehörte zu den modernsten Kampfwagen des französischen Heeres

Die Belgier erhielten substantielle Unterstützung durch die französischen Streitkräfte. Das Rückgrat der französischen 1. Armee bestand aus General René Prioux’ Kavalleriekorps (2e Division Légère Mécanique; 2e DLM und 3e Division Légère Mécanique; 3e DLM), eingesetzt zur Verteidigung des Raumes um Gembloux. Die Ausrüstung bestand aus 266 kampfstarken Panzern Somua S-35 und 379 Hotchkiss H-35 leichten Panzern. In Panzerung und Feuerkraft waren beide Typen den meisten deutschen Kampfwagen überlegen.
Die französische 7. Armee war vorgesehen, den nördlichen Abschnitt der alliierten Front zu schützen. Sie bestand aus der 1re Division Légère Mécanique (1re DLM), der 25e Division d'Infanterie Motorisée (25e DIM) und der 9e Division d'Infanterie Motorisée (9e DIM).
Die dritte französische Armee, die an den Kämpfen in Belgien teilnahm, war die 9. Armee. Sie war nicht so stark wie die 1. und 7. Armee und bestand bis auf die 5e Division Légère Mécanique(5e DIM) aus Infanteriedivisionen. Ihre Aufgabe war es, die Südflanke der alliierten Front, südlich der Sambre, eben nördlich von Sedan zu sichern. Noch weiter im Süden, zwischen Sedan und Montmédy, stand die französische 2. Armee, die ebenfalls wenig kampfstark war. Somit würde der deutsche Hauptangriff auf die beiden schwächsten französischen Armeen stoßen.

### Britische Kräfte
(Hauptartikel → British Expeditionary Force)
Der britische Truppenanteil in Belgien war im Vergleich zu den anderen beteiligten Alliierten gering. Die British Expeditionary Force (BEF) unter Kommando von General John Vereker, 6. Viscount Gort, VC (Lord Gort genannt) umfasste gerade 152.000 Mann in drei Korps mit insgesamt zehn Divisionen.
Weitere 9392 Soldaten der Royal Air Force (RAF) standen als RAF Advanced Air Striking Force unter dem Kommando von Air Vice-Marshal Patrick Playfair unterstützend zur Verfügung.
Zahlenmäßig war die BEF bis Mai 1940 auf 394.165 Mann gewachsen, wovon jedoch die Hälfte logistische Aufgaben im rückwärtigen Bereich hatten und somit keinen nennenswerten Beitrag zur Kampfstärke darstellten.
Die Einheiten der BEF verfügten am 10. Mai 1940 über 1280 Geschütze und 310 Panzer.

### Deutsche Kräfte
Befehlshaber der Heeresgruppe B war Generalfeldmarschall Fedor von Bock. Sie bestand aus der 6. Armee und der 18. Armee.
Der Verband verfügte über insgesamt 808 Panzer, davon 282 Panzer I, 288 Panzer II, 123 Panzer III und 66 Panzer IV.

#### 6. Armee
Befehlshaber: Generalfeldmarschall Walter von Reichenau
Die 6. Armee bestand im Mai 1940 aus:
IV. Armeekorps, General der Infanterie Viktor von Schwedler
- 35. Infanterie-Division, 18. Infanterie-Division, 7. Infanterie-Division, sieben schwere Artillerie-Abteilungen, zwei Beobachtungs-Abteilungen, Nebelwerfer-Abteilung 1, drei Pionier-Bataillone, zehn Brückenkolonnen, Flak-Abteilung 77, Panzerjäger-Abteilung 605

XVI. Armeekorps, General der Kavallerie Erich Hoepner
- 3. Panzer-Division, Generalleutnant Horst Stumpff,
- 4. Panzer-Division, Generalleutnant Johann Joachim Stever

IX. Armeekorps, General der Infanterie Hermann Geyer
- 19. Infanterie-Division, 56. Infanterie-Division, 30. Infanterie-Division, 216. Infanterie-Division

XI. Armeekorps, General der Infanterie Joachim von Kortzfleisch
- 14. Infanterie-Division, 31. Infanterie-Division, vier schwere Artillerie-Abteilungen, zwei Beobachtungs-Abteilungen, Nebelwerfer-Abteilung 3, Panzerzug 5, Pionier-Bataillon 260, sechs Brückenkolonnen, I. / Flak-Regiment 14, Panzerjäger-Abteilung 560

XXVII. Armeekorps, General der Infanterie Alfred Wäger
- 253. Infanterie-Division, 269. Infanterie-Division, vier schwere Artillerie-Abteilungen, zwei Beobachtungs-Abteilungen, I. / Flak-Regiment 29, MG-Bataillon 7

2. Staffel: I. Armeekorps, Generalleutnant Kuno von Both
- 1., 11. und 61. Infanterie-Division
- 223. und 255. Infanterie-Division
- 20. Infanterie-Division (mot.), Generalleutnant von Wiktorin

#### 18. Armee
Befehlshaber: Generalfeldmarschall Georg von Küchler
Die 18. Armee operierte bis Mitte Mai gegen die Niederlande und bestand aus:
XXVI. Armeekorps, General der Artillerie Albert Wodrig
- 9. Panzer-Division
- 256. Infanterie-Division, 254. Infanterie-Division, ein MG-Bataillon, eine Panzerabwehr-Abteilung, Pionier-Bataillon 52, Brücken-Bau-Bataillon 577, neun Brücken-Kolonne, Bau-Bataillon 2, Panzerzug 1

X. Armeekorps, General der Artillerie Christian Hansen
- 207. Infanterie-Division, 227. Infanterie-Division, SS-Regiment Der Führer, SS-Regiment Adolf Hitler, drei Panzer-Züge, eine schwere Artillerie-Abteilung, eine Beobachtungs-Abteilung, Pionier-Bataillon 651, eine Brücken-Kolonne, Bau-Bataillon 37
- 1. Kavallerie-Division

## Schlachtverlauf

### Beginn des Angriffs: 10. und 11. Mai

#### Operationen der Luftwaffe
Kurz nach Mitternacht, am 10. Mai 1940, wurde für die belgischen Streitkräfte Alarm ausgelöst, da sowohl aus den Niederlanden als auch von eigenen Einheiten an der Grenze zu Deutschland starke Aktivitäten des Gegners gemeldet wurden. Die Alliierten setzten ihren Dyle-Plan in Kraft und begannen im rückwärtigen Raum mit entsprechenden Truppenverlegungen.

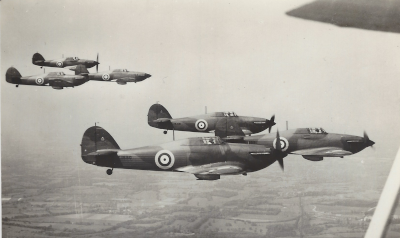
Hawker Hurricanes

Ohne Ultimatum oder Kriegserklärung führte die Luftwaffe in der Nacht und den frühen Morgenstunden Angriffe auf Stellungen, Bereitschaftsräume, Kommunikationseinrichtungen und Flugplätze in Belgien durch. Die Aéronautique Militaire Belge wurde dabei um die Hälfte reduziert.
Das Kampfgeschwader 77 unter dem Kommando von Oberst Johann-Volkmar Fisser zerstörte mit Unterstützung des Kampfgeschwaders 54 die wichtigsten Luftwaffenstützpunkte der Belgier. Jagdflugzeuge des Jagdgeschwader 27 (JG 27) vernichteten zwei belgische Geschwader bei Neerhespen (Provinz Limburg) und neun Fiat CR.42 Jagdflugzeuge in Brustem (bei Lüttich). In Schaffen-Diest (bei Hasselt) wurden drei Hawker Hurricanes zerstört und weitere sechs schwer beschädigt, als eine Welle Heinkel He 111 sie bei den Startvorbereitungen überraschten. Auf dem Flugfeld von Nivelles gingen dreizehn CR42s verloren.
Der Luftkampf war einseitig. Zwei Heinkel He 111, zwei Do 17 und drei Messerschmitt Bf 109s konnten von belgischen Gloster Gladiators abgeschossen werden, während die Luftwaffe acht belgische Gladiators, fünf Fairey Fox und eine CR42 abschoss. Die Royal Air Force (RAF) schickte zwei Bristol Blenheims nach Belgien, die beide abgeschossen wurden.

#### Luftlandeoperationen und Einmarsch des Heeres

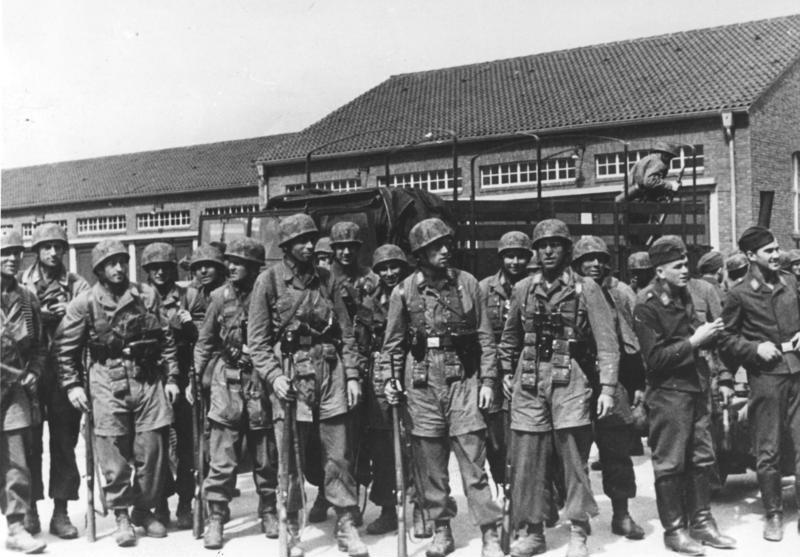
Fallschirmjäger nach Einnahme des Fort Eben-Emael (Propagandaaufnahme)

Entwicklung 10. bis 16. Mai

##### Einmarsch im Norden
Beiden Seiten war die strategische Bedeutung des Fort Eben-Emael bewusst. Dessen Einnahme war Voraussetzung für den raschen Vormarsch der Wehrmachtsverbände. Von Lastenseglern abgesetzte Fallschirmjägern gelang es unter Nutzung von Flammenwerfern und Hohlladungen in die Befestigungen einzudringen und die Verteidiger innerhalb von 24 Stunden zur Aufgabe zu zwingen.
→ Hauptartikel: Schlacht von Fort Eben-Emael
Die belgische Hauptverteigungslinie war somit gebrochen und die Infanterieverbände der deutschen 18. Armee konnten schnell vorstoßen. Es war den Brückenbau-Abteilungen und Sturmbootgruppen ferner gelungen, den Albert-Kanal zu überwinden und Brückenköpfe am Westufer zu erreichten. Die für die Verteidigung vorgesehenen britischen Verbände konnten die Front erst nach 48 Stunden erreichen. Der belgische Eliteverband Chasseurs Ardennais stand weiter südlich und zog sich planmäßig hinter die Maas zurück, wobei die wichtigen Brücken über den Fluss zerstört wurden.
Die belgische 7. Division führte Gegenangriffe aus. In Briegden bei Maastricht konnte eine Maas Brücke zurückerobert und zerstört werden. In den Orten Vroenhoven und Veldwezelt (im Westen von Maastricht) hatten die Deutschen jedoch starke Brückenköpfe gebildet, die die Gegenangriffe abwehren konnten.

##### Offensive in den Ardennen
Im Raum Nives und Witry an der Grenze zu Luxemburg kam es zu einer weiteren Luftlandeoperation mit dem Ziel, zwei Kompanien Infanterie abzusetzen, die den Weg für deutschen Panzerdivisionen frei machen sollten: Unterbindung der Kommunikation entlang der Straßen Neufchâteau–Bastogne und Neufchâteau–Martelange, Verhinderung der Zuführung belgischer Verstärkungen, Aufrollen defensiver Betonbunker. Der Plan scheiterte, da die Angreifer von belgischen und französischen Truppen zum Rückzug gezwungen wurden und die Kämpfe im Ergebnis dazu führten, dass der Vormarsch der Panzerdivisionen eher gehindert als erleichtert wurde. Außerdem hatte die Kappung der Telefonleitungen verhindert, dass belgische Truppen den Rückzugsbefehl erhielten; sie kämpften tapfer und erfolgreich.
Trotzdem war es den Verteidigern nicht gelungen, einen Durchbruch der deutschen Panzerverbände zu verhindern.

##### Rückzug vom Albert-Kanal

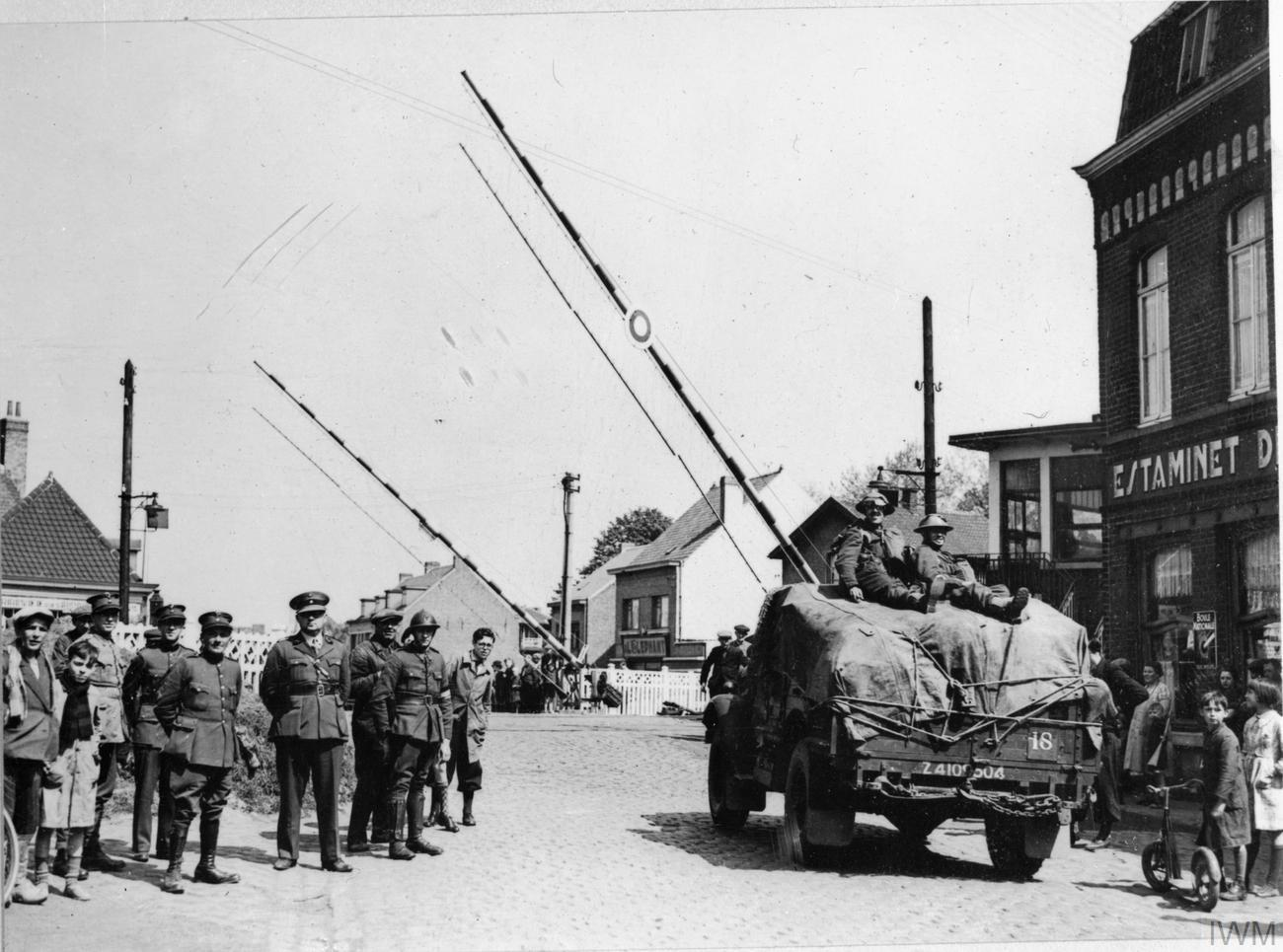
Britische Truppen an der französisch-belgischen Grenze bei Mouscron am 10. Mai

In der Nacht des 11. Mai erreichte die britische 3rd Division unter dem Kommando von General Bernard Montgomery ihre vorgesehene Stellung am Dyle bei Löwen. Dabei wurde sie von der belgischen 10. Infanteriedivision fälschlicherweise für deutsche Fallschirmjäger gehalten und unter Feuer genommen. Montgomery unterstellte die Division dem belgischen Kommando, obwohl er befürchtete, dass die Belgier sich bei Beginn des deutschen Angriffs zurückziehen würden.
In der Tat hielten die 4. und die 7. belgische Infanterie-Division das Westufer des Albert-Kanals für fast 36 Stunden, bevor sie sich zum Rückzug gezwungen sahen. Die Wehrmacht stieß über Tongern hinaus vor und war nun in der Lage, das Gebiet südlich von Namur zu kontrollieren. Dies bedeutete die mögliche Einschließung der alliierten Verbände am Albert-Kanal und bei Lüttich. Am Abend des 11. Mai zog das belgische Oberkommando seine Truppen hinter die Linie Namur–Antwerpen zurück.

### 12.–14. Mai: Kämpfe in Zentralbelgien

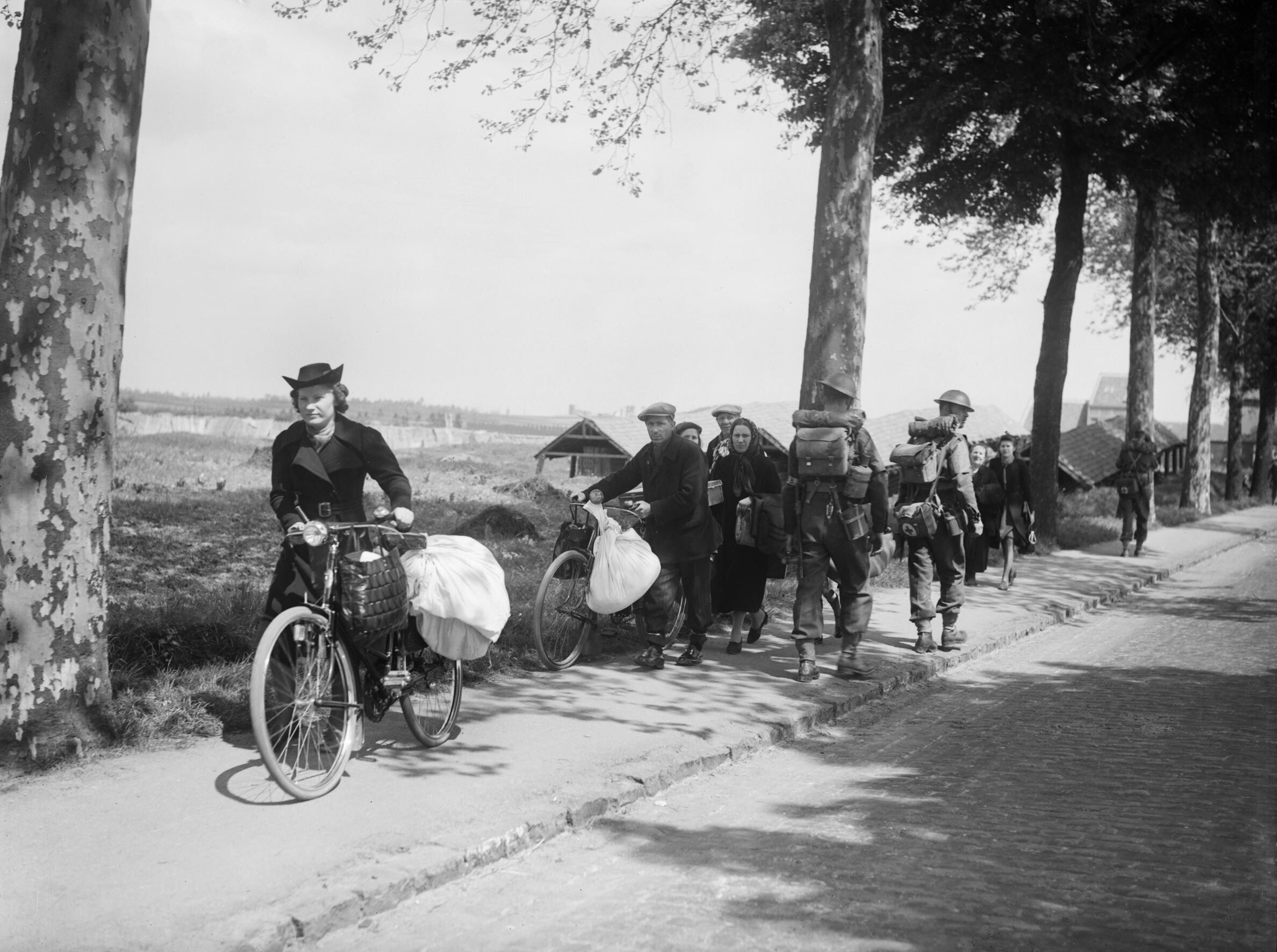
Belgische Zivilisten flüchten vor den deutschen Truppen nach Westen, 12. Mai 1940

In einer Stabsbesprechung am Vormittag des 12. Mai, an der auch König Leopold III sowie hochrangige Vertreter aller Alliierten teilnahmen, wurde zum weiteren Vorgehen beschlossen, dass die belgischen Verbände die Linie Antwerpen–Löwen halten sollte, während die Verbündeten sowohl die Nord- als auch die Südflanke sichern würden.
Das belgische III. Corps konnte sich aus dem Raum Lüttich absetzen, um nicht eingeschlossen zu werden. Das Regiment der Festung Lüttich verblieb, um den deutschen Vormarsch zu stören. Weiter im Süden bei Namur kämpften belgische und französische Einheiten und zerstörten logistisch wichtige Einrichtungen.
Es entwickelten sich Rückzugsgefechte, die es erlauben sollten, die Verteidigungslinie Antwerpen–Löwen zu besetzen und weiter auszubauen. Die RAF und die französische Luftwaffe unterstützten, wobei sie von Verbänden der Luftwaffe in z. T. heftige Luftkämpfe verwickelt wurden.

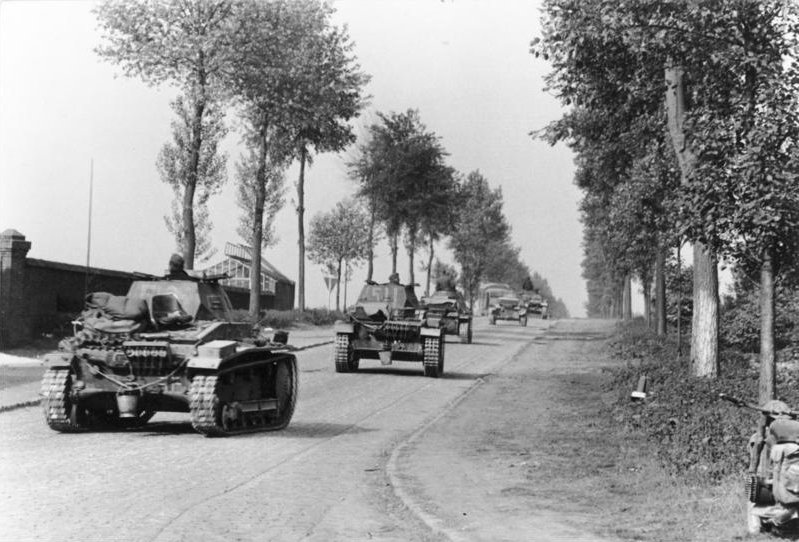
Deutsche Panzer II Kampfwagen im Westen Belgiens, Mai 1940

Das heftigste Gefecht fing an, sich am 12. Mai bei Hannut zu entwickeln. (Hauptartikel → Schlacht bei Hannut)
Während die deutsche Heeresgruppe A durch die Ardennen vorstieß, begann die Heeresgruppe B den Angriff im Raum Gembloux. Es handelte sich um ein Areal im belgischen Flachland, das nicht befestigt war. Insoweit eine Lücke in der Frontlinie, erstreckte es sich 20 bis 30 km vom südlichen Ende der Dyle-Linie bis Namur. Das deutsche XVI. Korps griff genau hier mit seinen Panzerdivisionen an.
Hauptartikel → Schlacht von Gembloux
Die französische 1. Armee verteidigte mit sechs Elitedivisionen den Raum Gembloux, darunter die 2e und 3e DLM. Ein Panzerkorps sollte 30 km nach Osten vorrücken und die Bewegungen der Armee auf einer Linie Tirlemont–Hannut–Huy decken.

Das deutsche XVI. Korps traf bei Hannut am 12. Mai frontal auf die französischen Verbände. 623 deutsche Panzer standen gut 500 französische Kampfwagen gegenüber. Diese Zahlen trügen insoweit, als der deutsche Bestand zu mehr als die Hälfte aus dem recht schwachen Typ Panzer I bestand. Ein großer Vorteil der Deutschen bestand darin, dass die Panzer per Funk kommunizieren konnten und so eine sehr bewegliche Gefechtsführung möglich war. So konnten die Deutschen trotz der Schwäche ihrer Panzer im Laufe des Vormittags die Lage zeitweise zu ihren Gunsten gestalten und französischen Einheiten einkesseln. Der Sieg des ersten Tages der Gefechte fiel jedoch den Franzosen zu, deren 2e DLM es gelang, einen feindlichen Durchbruch zu verhindern. Am zweiten Tag, dem 13. Mai, gelang es den Franzosen nicht, massiert gegen den Gegner anzugehen. Vielmehr brachen die Deutschen durch die dünne Linie der 3e DLM. Mangels Reserven konnten die Franzosen nicht zu einem Gegenangriff antreten. So gelang es dem deutschen Panzerkorps, auch die 2e DLM von der Flanke her auszumanövrieren.

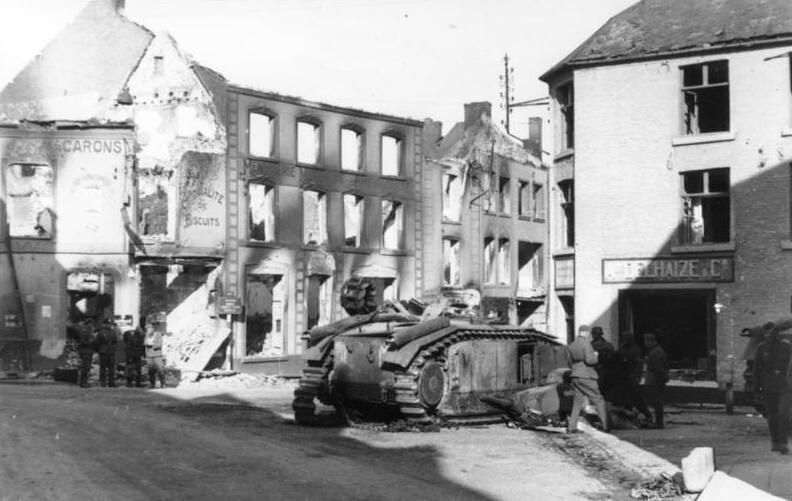
Zerstörte französische Panzer bei Charleroi am 16. Mai

Die Deutschen verfolgten die französischen Einheiten und ließen dabei ihre Infanterie hinter den Panzertruppen zurück. Die Absicht war es, in schneller Bewegung zu verhindern, dass sich eine widerstandsfähige Verteidigungslinie bildet. Bei Gembloux mussten die Franzosen schwere Verluste hinnehmen, da sie auch ihre Artillerie nicht in Stellung bringen konnten. Trotzdem gelang es ihnen, den deutschen Vorstoß vor Gembloux zum Stehen zu bringen.
Trotz zahlreicher taktischer Rückschläge war es den Deutschen gelungen, die Alliierten aus dem Gebiet der südlichen Ardennen zu drängen. Bei Bekanntwerden des deutschen Durchbruchs bei Sedan zogen die Franzosen ihre Panzerverbände aus dem Raum Gembloux zurück. Dieser Erfolg ermöglichte es den Deutschen, ihre Panzerdivisionen nun der Heeresgruppe A zuzuordnen. Heeresgruppe B setzte die Angriffe an der Maas fort, wo es gelang, die alliierte Front einzudrücken. Damit war für die Wehrmacht der Weg nach Mons frei, was die Flanke des BEF und der belgischen Truppen an der Dyle–Brüssel Linie bedrohte. Allerdings waren die Panzerdivisionen stark dezimiert und verfügten nur noch über rund die Hälfte ihrer Kampfwagen.

### 15.–21. Mai: Rückzug zur Küste

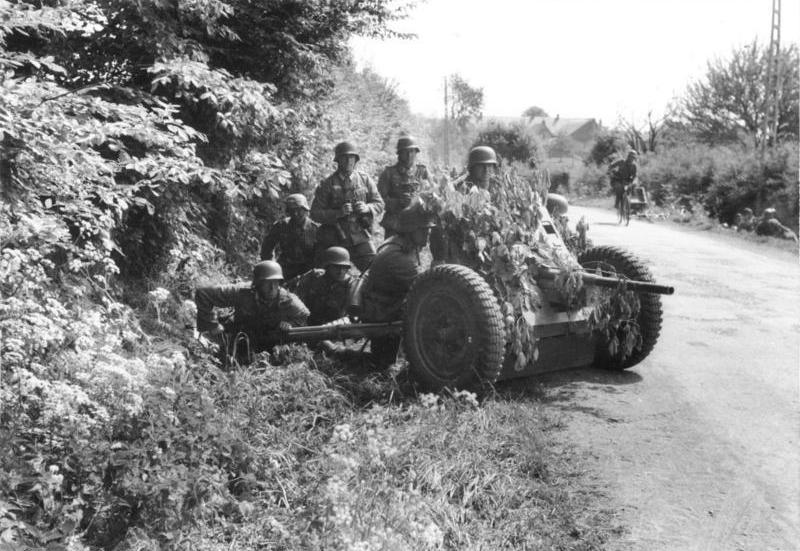
Deutsche Infanterie mit einem 3,7-cm-Pak 36 Geschütz im Westen Belgiens, Mai 1940 (Propagandaaufnahme)

Entwicklung der Lage vom 16. bis 21. Mai 1940

Nach ihrem Erfolg bei Sedan (Hauptartikel → Schlacht bei Sedan) konnte die Heeresgruppe A den Vormarsch zur Kanalküste fortsetzen. Die Alliierten überlegten angesichts der Gefahr einer Umklammerung, den belgischen Kriegsschauplatz insgesamt aufzugeben. Der Rückzug wäre in drei Schritten zu vollziehen: In der Nacht 16./17. Mai zum Fluss Senne, in der folgenden Nacht zum Fluss Dender und in der Nacht 18./19. Mai zur Schelde. Die Belgier zögerten, Brüssel und Löwen aufzugeben; vor allem, da die Dyle-Linie bislang standhielt.
Die Franzosen und Briten konnten die Linie Antwerpen–Namur nicht halten. Auch das belgische VII. Korps musste sich im Südosten bei Namur und Lüttich zurückziehen. Nach der Kapitulation der Niederlande (15. Mai) musste die belgische 7. Armee zur Unterstützung der französischen 1. Armee nach Antwerpen gezogen werden. Im Zentrum gewärtigten die Belgier und die BEF wenig Druck seitens der Wehrmacht.
Nachdem sich die Franzosen aus dem nördlichen Bereich zurückgezogen hatten, verteidigten vier belgische Infanteriedivisionen erfolgreich die Befestigungen von Antwerpen. Sie konnten die deutsche 18. Armee so weit aufhalten, dass ein geordneter Rückzug aus der Stadt ermöglicht wurde. Antwerpen fiel am 18. Mai 1940. Im Raum Namur ging am selben Tag Fort Marchovelette verloren, Suarlée einen Tag später, St. Heribert und Malonne folgten am 21. Mai, Dave, Maizeret und Andoy am 23. Mai.

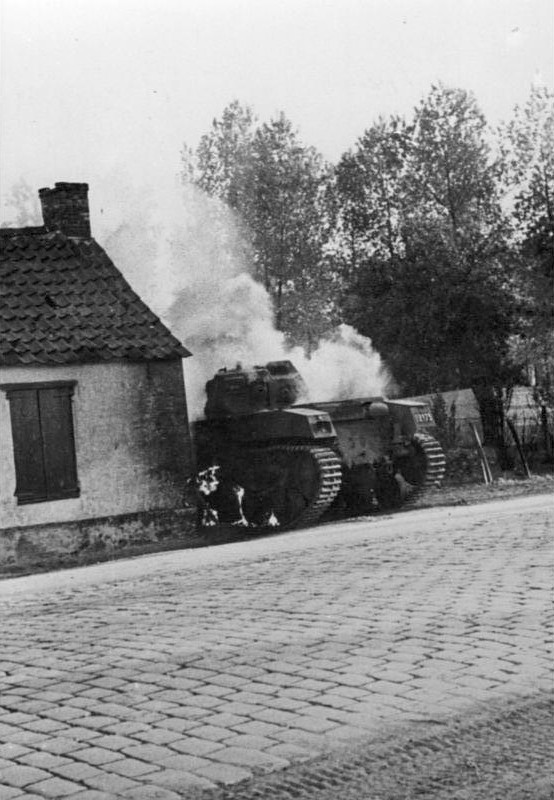
Ein brennender belgischer Renault ACG1-Panzer während der Schlacht um Antwerpen am 19. Mai 1940

Am 16. und 17. Mai zogen sich Briten und Franzosen hinter den Willebroek-Kanal zurück, die belgischen I. und V. Korps gingen ebenfalls zurück um einen Brückenkopf bei Gent zu verstärken. Brüssel wurde aufgegeben und am 18. Mai von der Wehrmacht besetzt; die belgische Regierung zog sich nach Ostende zurück.
Schon am 19. Mai standen Verbände der Wehrmacht im Raum des französischen Abbeville (Somme) nur noch Stunden von der Kanalküste entfernt. Das britische War Cabinet entschied, die BEF solle einen Offensivschlag in Richtung Südwesten unternehmen („through all opposition“), um sich mit der Hauptstreitkraft der Franzosen zu treffen und der Umklammerung zu entgehen. Den belgischen Truppen wurde die Evakuierung nach Großbritannien angeboten. Lord Gort erklärte einen solche Angriff jedoch für unmöglich: Sieben seiner neun Divisionen waren an der Schelde gebunden und ihr Abzug dort würde dem Gegner eine gut nutzbare Lücke öffnen. Außerdem seien die Kräfte der BEF nach neun Tagen Kampf ohne Ruhepausen erschöpft und der Mangel an Munition nicht zu leugnen.
König Leopold III. machte die belgische Position in Bezug auf eine Offensive klar: Die belgischen Streitkräfte könnten nur defensiv eingesetzt werden, da es ihnen an Panzern und Flugzeugen mangelte. Der kleine verbleibende Teil seines Landes habe noch für zwei Wochen ausreichend Versorgungsgüter. Ein Vorstoß der BEF nach Süden würde unweigerlich zum Zusammenbruch Belgiens führen. Er schlug seinerseits vor, von einem Brückenkopf bei Dünkirchen aus die belgischen Kanalhäfen zu halten.
Lord Gort kam dem Auftrag aus London nur insoweit nach, als er gerade zwei Bataillone Infanterie und ein Panzerbataillon der BEF dem Angriff zuteilte, der am 21. Mai in einem gescheiterten Vorstoß bei Arras (→ Schlacht von Arras (1940)) endete.
Nach diesem Fehlschlag wurden die Belgier aufgefordert, sich zur Yser zurückzuziehen, um die alliierte linke Flanke und das rückwärtige Gebiet zu sichern. König Leopold III. lehnte auch dies ab, da seine Truppen durch diese Bewegung vor der Auflösung stehen würden. Ein weiterer Angriffsvorschlag sah vor, dass sich die Belgier auf die Leie zurückziehen und die Briten und Franzosen eine Frontlinie zwischen Maulde und Halluin halten. Leopold III. zögerte erneut, da auf diese Weise fast sein gesamtes Land aufgegeben würde.
Den Briten war nun klar, dass die Lage für die eingeschlossenen alliierten Verbände aussichtslos war. Sie entschieden, sich zurückzuziehen und möglichst viele Einheiten der British Expeditionary Force zu retten.

### 22.–28. Mai: Letzte Abwehrkämpfe

Entwicklung der Lage 21. bis 28. Mai 1940

Die belgische Front erstreckte sich am Morgen des 22. Mai noch über 90 km von Terneuzen an der Mündung der Schelde bis zur französischen Grenze. Die belgischen Streitkräfte hielten die dünne, jedoch wenig bedrängte Linie, während die BEF und die französischen Truppen sich in den Raum Dünkirchen zurückgezogen hatten.
Hauptartikel → Schlacht von Dünkirchen
Terneuzen und Gent fielen am 23. Mai den vorrückenden Wehrmachtsverbänden in die Hände. Für die belgischen Truppen war es praktisch unmöglich geworden, Treibstoff, Lebensmittel und Munition zu den in vorderer Linie stehenden Truppen zu bringen. Die deutsche Luftwaffe hatte die komplette Lufthoheit erlangt. Die RAF flog sporadische Unterstützungseinsätze von Südengland aus.
Churchill und der neue französische Oberbefehlshaber General Maxime Weygand hielten am 24. Mai immer noch an der Absicht fest, aus dem Kessel bei Dünkirchen nach Süden auszubrechen. König Leopold III. war darüber verblüfft. Denn eine gefährliche Lücke zwischen Ypern und Menen war zwischen den Einheiten der BEF und den Belgiern entstanden. Lord Gort reagierte ohne Abstimmung mit den Franzosen oder Genehmigung aus London und schickte seine 5. und 50. Infanteriedivisionen, um die Lücke abzuriegeln. Damit mussten alle Überlegungen für einen Angriff im Süden aufgegeben werden.
Am Nachmittag des 24. Mai waren die Deutschen mit vier Divisionen der 6. Armee gegen das belgische IV. Korps im Gebiet von Kortrijk an der Lys (Leie) angetreten. → Schlacht an der Lys Ihnen gelang es, den Fluss zu überqueren und 13 km weit zwischen Wervik und Kortrijk vorzustoßen. Obwohl die Deutschen so einen Brückenkopf erobert hatten, war das Unternehmen verlustreich: Über 200 deutsche Soldaten gerieten bei belgischen Gegenangriffen in Gefangenschaft.
Am 26. Mai forderte die belgische Seite ihre Alliierten nochmals und dringend zu Entlastungsangriffen auf. Zu solchen kam es aber nicht. Die Briten konzentrierten sich darauf, ihr Expeditionskorps über den Ärmelkanal in die Heimat zu holen. Die Franzosen waren selbst in schwersten Abwehranstrengungen. Boulogne war bereits gefallen und Calais stand kurz vor der Einnahme durch die Wehrmacht. Am Vormittag des 27. Mai standen deutsche Verbände 6½ km vor dem Zentrum von Dünkirchen, das damit in Reichweite der deutschen Artillerie gekommen war.
Die belgischen Truppen hatten sich bereits am 26. Mai von der Lys Linie zurückziehen müssen. Nevele, Vynckt, Tielt und Iseghem waren in die Hand des Aggressors gefallen. Im Osten standen die Deutschen in den Vororten von Brügge. Die Kämpfe des 26. und 27. Mai brachten die belgischen Streitkräfte an den Rand des Zusammenbruchs. Sie hielten noch eine Linie zwischen Ypern und Roeselare im Westen und die Linie Brügge–Tielt im Osten. Am 27. Mai brach jedoch im Zentrum, bei Iseghem, der Widerstand zusammen. Den Deutschen stand nun der Weg nach Ostende und Brügge offen.

### Belgische Kapitulation

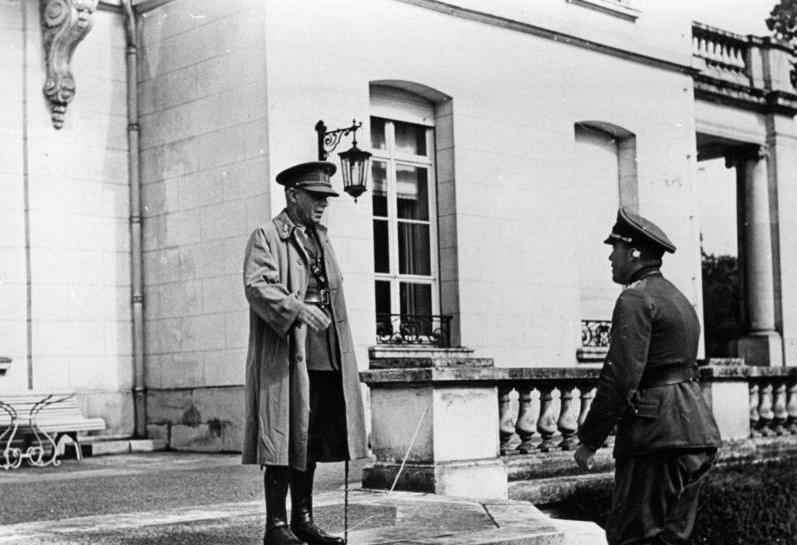
Verhandlungsführer der Kapitulation Belgiens

Am 27. Mai 1940 kontrollierten die belgischen Streitkräfte gerade noch 1,700 km2 (rund 5 %) des Landes. Eine Fortführung des militärischen Widerstands war aussichtslos. Am Abend bat König Leopold III. um Waffenstillstand.
Die Royal Navy evakuierte in der Nacht den belgischen Generalstab aus Middelkerke und Brügge. Leopold III. und seine Mutter, Königin Elisabeth, blieben in Belgien und begaben sich für fünf Jahre in selbst gewählte Gefangenschaft. Auf die Anregung seiner Regierung, das Land zu verlassen und eine Exilregierung zu bilden, antwortete er: „Ich habe entschieden, zu bleiben. Die Sache der Alliierten ist verloren.“
Die Belgische Kapitulation trat um 04:00 Uhr am 28. Mai in Kraft. Das riss eine Lücke von Ypern über Diksmuide zur Küste in die östliche Front von Dünkirchen.
Entgegen anderen Darstellungen hat König Leopold III. kein Abkommen mit Hitler unterzeichnet, durch das es zu einer Kollaborationsregierung mit den Nazis gekommen wäre. Er hat vielmehr als Oberkommandierender der Streitkräfte die bedingungslose Kapitulationserklärung unterzeichnet.

## Folgen
Belgien wurde durch die Militärverwaltung in Belgien und Nordfrankreich unter Alexander von Falkenhausen und ab Juli 1944 durch das Reichskommissariat Belgien und Nordfrankreich unter Josef Grohé besetzt. Ostbelgien wurde im Mai 1940 völkerrechtswidrig annektiert und ins Deutsche Reich eingegliedert. König Leopold III. wurde unter Hausarrest gestellt. Die Regierung von Hubert Pierlot floh und bildete in London eine verkleinerte Exilregierung mit Kontrolle über Belgisch Kongo mit seinen Bodenschätzen und der Force Publique.  Während der Besatzung wurden nahezu 25.000 Juden aus Belgien nach Auschwitz deportiert. Zur Arbeit in Deutschland wurden unter Fritz Sauckel zunehmend belgische Zwangsarbeiter herangezogen (im Juli 1943 wurde die Höchstzahl von 310.000 belgischen Arbeitern in Deutschland erreicht; wie viele davon Zwangsarbeiter waren, ist unklar).

## Juristische Aufarbeitung
Wegen der Vorbereitung und Durchführung des Angriffskrieges gegen das neutrale Belgien wurden beim Nürnberger Prozess gegen die Hauptkriegsverbrecher mehrere Beschuldigte verurteilt.